# Passaic (New Jersey)
Passaic is een plaats (city) in de Amerikaanse staat New Jersey, en valt bestuurlijk gezien onder Passaic County.

## Demografie
Bij de volkstelling in 2000 werd het aantal inwoners vastgesteld op 67.861.
In 2006 is het aantal inwoners door het United States Census Bureau geschat op 67.974, een stijging van 113 (0,2%).

## Geografie
Volgens het United States Census Bureau beslaat de plaats een oppervlakte van
8,4 km², waarvan 8,1 km² land en 0,3 km² water.

## Plaatsen in de nabije omgeving
De onderstaande figuur toont nabijgelegen plaatsen in een straal van 4 km rond Passaic.

## Geboren in Passaic
- Saul Zaentz (1921-2014), filmproducent en Oscarwinnaar
- James Salter (1925-2015), schrijver
- Loretta Swit (1937-2025), actrice
- Millie Perkins (1938), actrice en model
- Michael J. Pollard (1939-2019), acteur
- Michael Zager (1943), muzikant, producent, componist
- John Barbata (1945-2024), drummer
- Donald Fagen (1948), zanger en toetsenist van Steely Dan
- Alan Rosenberg (1950), acteur
- Joe Piscopo (1951), acteur, filmproducent, scenarioschrijver en komiek
- Jason Kravits (1967), acteur
- Paul Rudd (1969), acteur, komiek, schrijver en producent
- Liza Weil (1977), actrice
- Zoë Saldana (1978), actrice